# Proteína latente de la membrana 2 del virus Epstein–Barr
EBV proteína latente de la membrana 2 (LMP-2) se refiere a dos proteínas virales asociadas con el virus de Epstein-Barr.
LMP-2A/LMP-2B son proteínas transmembranales que actúan para bloquear la   señalización de tirosina quinasa. Se cree que actúan para inhibir la activación del ciclo lítico viral. Se desconoce si  LMP-2B se requiere para la transformación mediada por el crecimiento de VEB, mientras que diferentes grupos han informado de que la alternativa es LMP-2A , o no es necesario para la transformación.